# We Are Defiance
We Are Defiance ist eine 2009 gegründete US-amerikanische Post-Hardcore-Band aus Ocala/Florida bestehend aus Brian Calzini (Gesang), Andi Encinas (Gitarre), Dean Dragonas (Bass), Daniel Hendrix (Gesang), Jason Neil (Gitarre) und Trevor Rizzo (Schlagzeug). Sie löste sich im April 2015 offiziell auf und fand im Oktober ein Jahr später wieder zusammen.

## Geschichte

### Gründung undTrust in Few
Calzini, welcher bereits die Bands Sleeping with Sirens und Paddock Park gründete, rief We Are Defiance 2009 ins Leben, kurz nachdem er bei Paddock Park herausgeworfen worden war. Auch Jason Neil, der zweite Sänger von Paddock Park, verließ die Band mit der Begründung, dass er durch die vielen Tourneen kein Privatleben aufbauen könne. Neil wurde dann Gitarrist von We Are Defiance. Zwei Wochen später löste sich Paddock Park auf, da sie keine neuen Sänger finden konnten. Der Name We Are Defiance stellt eine Kombination aus dem Theaterstück Defiance und dem Kinofilm I Am Legend mit Will Smith dar.
Ihre erste Single To the Moon veröffentlichte die Band im Juli 2009 über ITunes. Diese verkaufte sich sehr gut in den Vereinigten Staaten, sodass Tragic Hero Records und weitere Indie-Labels auf die Band aufmerksam wurden. Aufgrund der wachsenden Fanschar der Band nahm das Label die Band schließlich unter Vertrag. Das Debütalbum wurde für März 2011 angesetzt. Calzini erklärte, dass auch Gastmusiker auf dem Album zu hören sein würden. Diese sollten Danny Worsnop von Asking Alexandria und The-Word-Alive-Frontsänger Telle Smith sein. Smith wirkte im Song Not Another Song About You mit, Worsnop sagte hingegen ab, da er mit seiner Band an deren zweiten Album arbeitete und die Veröffentlichungstermine zwischen Reckless and Relentless und Trust in Few nur wenige Wochen betrugen. Der Sänger ließ verlautbaren, dass das Album trotz eines Verkehrsunfalls – wobei der Bandbus und Calzini selbst zu Schaden kamen – wie geplant erscheinen solle. Allerdings verzögerte sich die Veröffentlichung um zwei Wochen.
Produzent war Tom Denney, der zum Produktionszeitpunkt bei A Day to Remember Gitarre spielte. Denney war außerdem ein Schulfreund Calzinis. Gemeinsam mit Denney coverte man den Song Airplanes von dem amerikanischen Sänger B.o.B. A Day to Remember stammt ebenfalls aus Ocala. Am 29. November startete die Band ihre erste US-Tour, welche durch Virginia, Arkansas, Kalifornien, Tennessee, Texas, Arizona, Nevada und Florida führte. Die Band nahm außerdem an einem Vorentscheid zur Vans Warped Tour teil, wo die Band aber nicht gewinnen konnte.

### Tour-Aktivität
Anfang 2011 tourte die Gruppe gemeinsam mit Legends, Monster und Dr. Acula durch die Vereinigten Staaten. Bei dieser Tour war die Band Anfang Januar in einen Autounfall verwickelt, wobei Sänger Calzini ins Krankenhaus gebracht werden musste. Auslöser des Unfalls war laut Band Glatteis gewesen.
Auch tourte man bereits mit I Am Ghost und This Romantic Tragedy durch die Nation. Aufgrund des Unfalls während der US-Tour im Januar musste der Veröffentlichungstermin um 2 Wochen verschoben werden. Am 29. März 2011 wurde das Debütalbum der Band Trust in Few weltweit veröffentlicht.
Das Album schaffte den Sprung auf Platz 28 der Heatseekers-Charts bei Billboard. Dort hielt sich Trust in Few allerdings nur eine Woche. Die Band trat gemeinsam mit Horse the Band, Letlive und For the Fallen Dreams beim SXSW 2011 auf. Dieser Termin fiel in die Tour der Gruppe mit Oh, Sleeper und Like Moths to Flames. Auf ihrer Tour mit Scarlett O’Hara war die Band während ihres Aufenthaltes in einer Schießerei verwickelt, wobei niemand verletzt wurde.
Im Februar tourte die Gruppe erstmals als Headliner durch die Staaten. Als Support-Bands waren This Romantic Tragedy, The Last of Our Kind (Mediaskare Records) und Speaking the Kings. Diese Musiktournee trug den Namen „The New Year to Fear“-Tour. Am 29. Mai 2012 gab Andi Encinas auf seiner Facebook-Seite bekannt nicht mehr Gitarrist bei We Are Defiance zu sein. Im selben Zeitraum wurde ein weiteres Musikvideo, dieses Mal zu „I´m Gonna Bury You Underground Eli“ veröffentlicht.

### Auflösung
Für Ende des Jahres 2012 war die Veröffentlichung des zweiten Albums, welches „Live & Learn“ heißen sollte, angesetzt. Es war geplant, dass das Album erneut von Tom Denney produziert werden würde. Brian Calzini, der für die Texte verantwortlich ist, hatte die Songtexte größtenteils fertig geschrieben. Sie sollten über persönliche Erfahrungen und Gefühle des Sängers handeln. Einen Teil der Songtexte schrieb er in New Hampshire, wo er an der Bestattung seiner Großmutter teilnahm. Die Studioarbeiten wurden allerdings auf 2013 verlegt, da A Day to Remember zwischenzeitlich an ihrem neuen Album schrieben und dort auch Tom Denney mitwirkte. Da die Gruppe einen Vertrag über lediglich zwei Alben mit Tragic Hero abgeschlossen hat, könnte diese vorläufig das Letzte bei dem Label sein.
Am 1. Mai 2013 gab Tragic Hero auf ihrer Webseite bekannt, dass die Gruppe mit Tom Denney und Andrew Wade in den Diamond Studios befinde und dort mit den Studioarbeiten beginnen werde.
Am 3. April 2015 gab die Band auf ihrer Facebook-Seite offiziell ihre Auflösung bekannt. Grund für diesen Schritt sei die derzeitige private Situation der einzelnen Bandmitglieder, welche eine Weiterführung der Gruppe unmöglich mache. Andi Encinas hat sich zwischenzeitlich der Band Favorite Weapon angeschlossen.

### Comeback
Am 2. September 2016 wurde auf der Facebook-Präsenz der Band Neuigkeiten angekündigt. Neun Tage später folgte die Bekanntgabe eines Datums im Jahr 2017. Am 22. September wurde diese Meldung konkretisiert und eine weitere Ankündigung für den 14. Oktober bekannt gegeben. Am besagten Tag gab die Gruppe bekannt, sich wiedervereint zu haben und kündigten für den 17. Februar 2017 ein gemeinsames Konzert mit Paddock Park und All Your Friends Are Dead, welche ebenfalls ihr Comeback geben, in Ocala, Florida an.
Im April des Jahres 2021 veröffentlichte die Gruppe mit Regret ihre erste Single nach knapp acht Jahren.

## Stil
We Are Defiance spielten klassischen Post-Hardcore. Sänger Brian Calzini fungierte als Screamer, während Daniel Hendrix hauptsächlich cleanen Gesang verwendete. Musikalisch erinnert der Musikstil stark an A Day to Remember, aber auch an Paddock Park und Sleeping with Sirens.

## Diskografie

### Singles
- 2009: To the Moon
- 2011: The Weight of the Sea
- 2011: I’m Gonna Bury You Underground Eli

### Alben
- 29. März 2011: Trust in Few (Tragic Hero Records)